# 미스터 손
미스터 손은 날아라 슈퍼보드의 주인공이고, 성우는 박영남이다.

## 소개
이 만화의 주인공으로 원숭이다. 원래 이름은 손오공이었으나 '미스터 손'이라고도 불린다. '슈퍼보드'라는 자신의 의지를 갖고 하늘을 나는 보드를 타고 다니며 쌍절곤을 무기로 사용한다. 원래 이 쌍절곤은 용궁의 문을 지탱하던 기둥이었지만 손오공이 자기 멋대로 뽑은 뒤 크기를 축소시켜 사용하고 있다. 원래 철기둥이었던 것이 크기가 축소되면서 밀도가 엄청나게 높아진 덕에 파괴력이 아주 위력적으로 변모했다. 서유기 원작에서는 삼장법사의 염불을 들으면 머리에 쓰고 있는 금테가 조여들어 굉장한 고통을 주는데, 이 만화에서는 삼장이 '창문을 열어다오 나의 그리운 미스터손'이라고 노래를 부르면 헬멧이 조여들어 고통을 받는다. 자신이 원숭이임에도 원숭이라고 불리는 것을 매우 싫어하며, 반면 사람이라고 불리는 것에는 매우 좋아한다. 원래 사람은 맞지만 뒷태는 꼬리가 있다. 주문을 외워 변신할 수 있고 머리카락으로 자신을 복제할 수도 있다. 현대적 감각에 맞게 극중에서는 내내 미스터 손이라고 불린다.(다만, 저팔계와 사오정은 '손형' 이라고 부른다) 그러나 3기 4~13회 방영분에서는 어처구니없게도 저팔계가 기르는 애완원숭이로 전락하고 만다. 성격은 제멋대로이다. 눈치가 빨라서 상황판단이 뛰어나지만, 정반대인 삼장 때문에 매번 고생을 하는 편이다. 일행들 중에서 힘은 제일로 쎄지만 이외로 강적인 진공마왕, 에어탱크, 메두사, 미칠왕, 지지웩은 정면으로 상대 못한다. 5기에서는 누가 원숭이라고 부르면 아무 짓도 안한다.
3기에서는 지능이 퇴화되어 진짜로 원숭이화되었다.